# Au P’tit Bonheur
Au P’tit Bonheur — французская музыкальная группа, созданная в 1991 году.

## Состав
- Jamel Laroussi (вокал)
- Benoit Urbain (аккордеон)
- Jean-Marc Despeignes (бас)
- Mustaha El Meknassi (скрипка)
- Olivier Guindon (гитара)
- Philippe Floris (ударные)
- Stéphane Frisano (гитара «нейлон»)
- Denis Lemoine (аккордеон в «J’veux du soleil»)

## Дискография

### Синглы
- «J’veux du soleil» (1991)

### Альбомы
- Le mal de vivre (1992) — был продан в количестве 50 000 экземпляров [1]
- Le bal des moins pire (1994)
- Optimiste (1997)
- Entre Noël et Ramadan (2003)